# Demokratska stranka Japana
Demokratska stranka Japana (jap. 民主党, Minshutō) je socijalno liberalna stranka u Japanu. Osnovana je 1998. godine spajanjem nekoliko manjih oporbenih stranaka. Druga je najveća japanska stranka po popularnosti iza dugo vladajuće konzervativne Liberalno demokratske stranke. Trenutno u donjem (Shūgiinu) i važnijem domu japanskog parlamenta Kokkaija, Zastupničkom domu ima 113 zastupnika, te je druga stranka iza LDS-a koji ima 296, dok je u gornjem domu (Sangiinu), Vijećničkom domu s 109 zastupnika najveća stranka.